# Amazonides rufomixta
Amazonides rufomixta là một loài bướm đêm trong họ Noctuidae.